# Abrahão de Moraes
Abrahão de Moraes (Itapecerica da Serra, 17 de novembro de 1917 — São Paulo, 11 de dezembro de 1970) foi um físico, astrônomo e professor universitário brasileiro, considerado o fundador da moderna astronomia brasileira.
Considerado o fundador da moderna astronomia brasileira, foi diretor do Instituto Astronômico e Geofísico da Universidade de São Paulo (USP), chefe do Departamento de Física e professor do Instituto de Física, do Instituto de Matemática e Estatística e da Escola Politécnica dessa mesma universidade. Foi membro titular da Academia Brasileira de Ciências.

## Biografia
Abrahão nasceu no município de Itapecerica da Serra, em 17 de novembro de 1917. Era filho de José Elias e Guilhermina Pires de Moraes. Muito inteligente quando criança, com apenas 10 anos de idade já tinha o conhecimento necessário para iniciar o que hoje é a 6ª série do ensino fundamental II. Entretanto, pela pouca idade, não pode fazer o exame admissional. Seria necessário fazer um ano adicional para ter a idade necessária para a série. As controvérsias sobre seu ano de nascimento são pelo fato de que o ano foi alterado para que Abrahão pudesse cursar a escola.
Estudou no grupo de Santo Amaro, onde jogava futebol no time do colégio, mas que precisou abandonar ao entrar no internato no colégio Arquidiocesano. Adiantado nos estudos, terminou precocemente os estudos do ensino médio e prestou vestibular para o ingresso na Escola Politécnica, onde cursou apenas dois anos.[carece de fontes?]
Abrahão foi um dos primeiros alunos da recém criada Faculdade de Filosofia, Ciências e Letras da Universidade de São Paulo. Transferiu-se da Escola Politécnica, que na época não era integrante da USP, e ingressou no curso de graduação em física, em 1938, onde se formou aos 21 anos. Junto de Mário Schenberg e Walter Schützer integrou o primeiro grupo de pesquisa em Física Teórica criado na universidade pelo professor Gleb Wataghin. Seus primeiros trabalhos publicados pela Academia Brasileira de Ciências são dessa época. Em 1940, casou-se com Cecy Nunes de Souza, com quem teve um filho, Paulo de Souza Moraes (1940-2002).[carece de fontes?]

## Carreira
Em 1945 prestou concurso para professor da cadeira de Mecânica Racional da Escola Politécnica com uma tese sobre Teoria das Percussões, classificando-se em segundo lugar, algo bastante contestado na época. A classificação também lhe rendeu dois títulos, o de doutor em ciências e de livre-docente. Atuou em várias unidades da universidade, ministrando aulas de Mecânica Racional, Mecânica Analítica, Mecânica Celeste e Física Matemática. Em 1949 foi o substituto de Wataghin na chefia do Departamento de Física.
Tendo grande interesse em astronomia, em 1949, junto com vários colegas, como Aristóteles Orsini, fundou a Associação de Amadores de Astronomia de São Paulo da qual foi por seu diretor em várias ocasiões. Em 1955, foi convidado para escrever o capítulo A Astronomia no Brasil, do livro As ciências no Brasil, de Fernando de Azevedo. No mesmo ano, foi indicado por Orsini para a direção do Instituto Astronômico e Geofísico (atualmente Instituto de Astronomia, Geofísica e Ciências Atmosféricas da Universidade de São Paulo).
Logo após o lançamento do primeiro satélite artificial da Terra, o Sputnik I, em 1957, as passagens do satélite foram registradas no IAG. No ano seguinte, foi a vez do satélite Explorer I ter suas passagens registradas, o que permitiu observar com precisão os efeitos do achatamento da Terra na precessão do plano orbital e determinar o seu valor. As medidas foram feitas através de um rádio-interferômetro que havia sido instalado no IAG por Luiz de Queiroz Orsini e Antonio Helio Guerra Vieira, da Escola Politécnica, para o estudo da ionosfera através das alterações que provocava em ondas de rádio vindas do espaço.
Além disso, representou o Brasil no comitê técnico da Comissão do Espaço Cósmico da Organização das Nações Unidas e presidiu o Grupo de Organização da Comissão Nacional de Atividades Espaciais (hoje Instituto Nacional de Pesquisas Espaciais).  Foi membro titular da Academia Brasileira de Ciências. Em vida recebeu diversas homenagens por sua atuação pelo desenvolvimento da Astronomia e das Ciências Espaciais no Brasil: as Palmes Académiques da França, o diploma da National Science Foundation dos Estados Unidos e a Ordem do Mérito Aeronáutico do Brasil. Sua memória foi homenageada pela comunidade astronômica internacional que deu o seu nome a uma cratera de impacto na Lua: A cratera De Moraes, (Latitude 49.5° N, Longitude 143.2° E) com 53 km de diâmetro.

## Morte
Abrahão morreu na cidade de São Paulo, em 11 de dezembro de 1970, aos 53 anos.

## Legado
O Observatório Abrahão de Moraes, mantido pelo Instituto de Astronomia, Geofísica e Ciências Atmosféricas (IAG) da Universidade de São Paulo (USP), instalado em Valinhos, foi nomeado em sua homenagem. A cratera de Moraes, na Lua, com 53km de diâmetro, também é em sua homenagem.